# Hödinger Tobel
Das Gebiet Hödinger Tobel ist ein mit der Verordnung vom 21. Oktober 1938 des Badischen Ministers des Kultus und Unterrichts (Nachfolger ist das Regierungspräsidium Tübingen) ausgewiesenes Naturschutzgebiet (NSG-Nummer 4.054) im Nordwesten der Stadt Überlingen und im Südosten der Gemeinde Sipplingen, beide zum Bodenseekreis gehörend, in Baden-Württemberg, Deutschland.

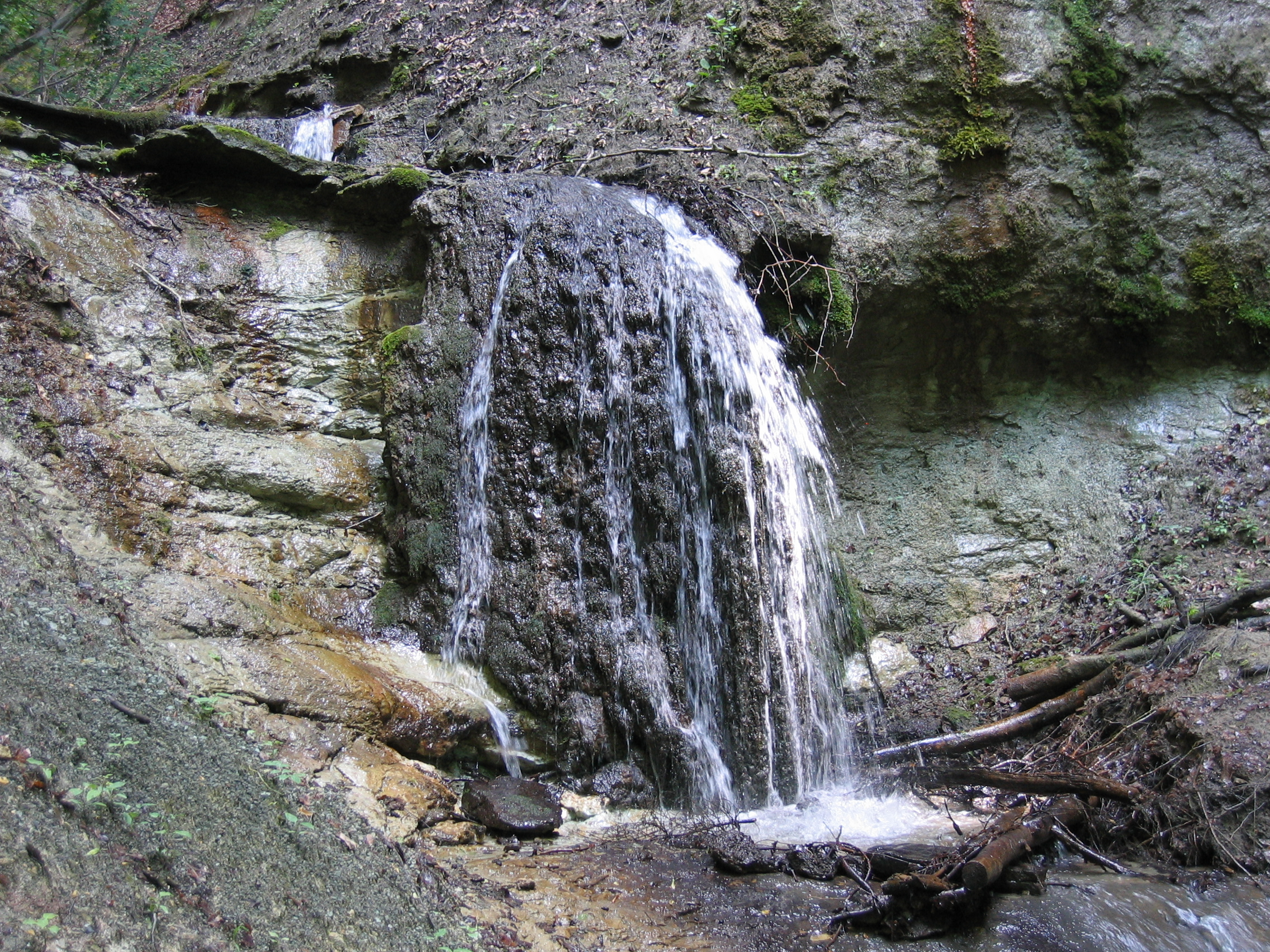
Wasserfall an einer Molasse-Bank im Hödinger Tobel

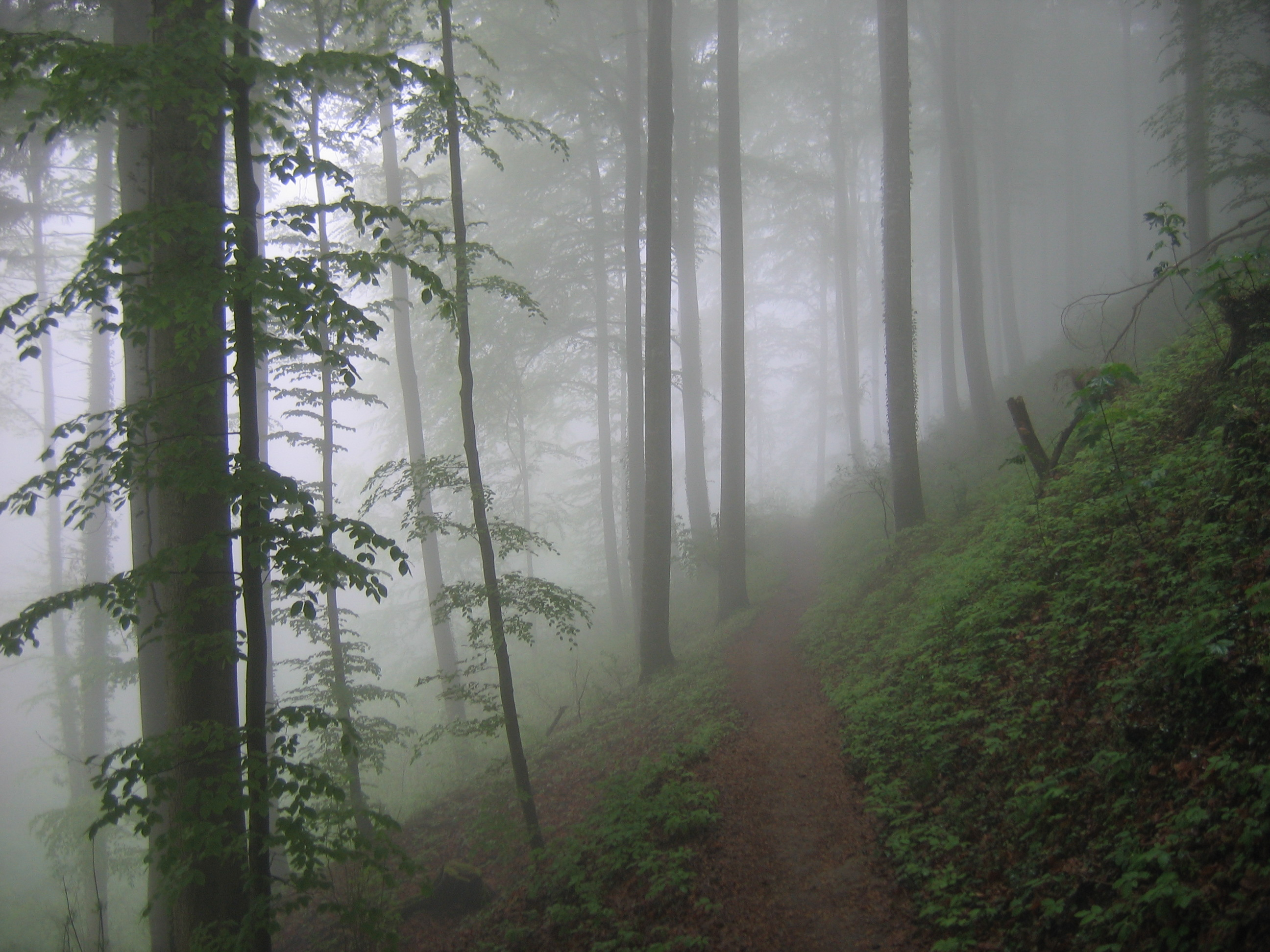
Im Hödinger Tobel

## Lage
Das fast 28 Hektar große Naturschutzgebiet Hödinger Tobel gehört naturräumlich zum Bodenseebecken. Es befindet sich rund 300 Meter westlich des Überlinger Ortsteils Hödingen auf einer Höhe von 530 m ü. NN und liegt zu neuneinhalb Hektar auf Sipplinger und rund 18 Hektar auf Überlinger Gebiet.

## Geologie
Auf einer Länge von etwa zwei Kilometern überwindet der Tobelbach ungefähr 170 Meter Gefälle Richtung Bodensee. Dieser tiefe Einschnitt mit Hangrutschungen, Quellschichten und Kalktuffbildungen ist das Werk starker nacheiszeitlicher Wassererosion.

## Schutzzweck
Wesentlicher Schutzzweck ist die Erhaltung und Aufwertung des steilen Erosionstobels im Überlinger Molassegebiet. Besonderer Schutz gilt dem vorhandenen Orchideen-Buchenwald und Geißklee-Kiefernwald mit Vorkommen alpiner Pflanzenarten.

## Flora und Fauna
Aus der schützenswerten Flora sind folgende Pflanzenarten (Auswahl) zu nennen:
- das Ausdauernde Silberblatt (Lunaria rediviva) eine Art in der Familie der Kreuzblütengewächse
- der Blauschwingel (Festuca cinerea), eine Pflanze aus der Familie der Süßgräser
- der Blutrote Storchschnabel (Geranium sanguineum), eine Pflanzenart aus der Familie der Storchschnabelgewächse
- das Leberblümchen (Hepatica nobilis), eine Art der gleichnamigen Gattung innerhalb der Familie der Hahnenfußgewächse
- das Rote Waldvöglein (Cephalanthera rubra), Art in der Familie der Orchideen
- der Türkenbund (Lilium martagon), eine Pflanzenart aus der Familie der Liliengewächse